# Французский багет

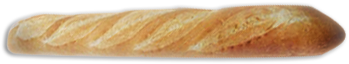
Французский традиционный багет

Францу́зский баге́т (фр. une baguette de pain или просто une baguette, женск. род; pain français у бельгийцев и квебекцев) — длинное и тонкое хлебобулочное изделие, мягкое внутри, с хрустящей корочкой, часто припудренное мукой. У стандартного багета длина примерно 65 см, ширина 5—6 см и высота 3—4 см. Вес приблизительно 250 г. Один из типичных продуктов французской кухни и своеобразный символ Франции. В 2022 году французский багет признан нематериальным культурным наследием ЮНЕСКО.

## История
Существует несколько версий происхождения багета, ни одна из которых толком не подтверждена.
Первая относит появление багета к эпохе Наполеоновских войн: пекари французской армии специально создали длинный и узкий хлеб, чтобы солдат мог таскать его прямо в штанах. Эта версия вызывает наибольшие сомнения: во-первых, очевидно неудобство такого способа транспортировки — легко представить, во что превратится багет к вечернему привалу. А во-вторых, багет не предназначен для долгого хранения (что абсолютно необходимо для военного продукта) — он черствеет в течение нескольких часов после изготовления.
По другой версии, багет — изобретение вовсе не французское, а австрийское, конкретно — венское. В 1839 году в Париже открылась
«Венская булочная»[fr], и один из её продуктов — багет — вскоре стал популярен и в столице Франции, и по всей стране.
Иные исследователи считают, что багет обязан своим появлением строительству парижского метрополитена в конце XIX века. Тоннели копали рабочие из разных регионов Франции, и между ними часто вспыхивали конфликты; а так как каждый строитель имел при себе нож для нарезки хлеба, то такие стычки могли кончиться печально. Тогда автор проекта метро, Фюльжанс Бьенвеню, попросил булочников создать хлеб, который можно было бы ломать руками; это позволило бы конфисковать у строителей ножи (и по сей день багет принято разламывать, а не нарезать).
Ещё одна версия — в 1920-е годы в Париже вышел закон, запрещающий открывать пекарни раньше 4 часов утра. Из-за этого булочники не успевали доставлять свежий хлеб заказчикам. Тогда они изобрели (или подсмотрели в той же венской булочной) рецепт хлеба быстрого приготовления.
Однако ранее упоминание багета как хлеба в виде длинных палок зафиксировано в жизни галльских народов. «Горничные спешили домой со своими покупками для различных галльских завтраков, и длинные хлебные палки длиной в ярд или два, которые несли под мышками, произвели на меня странное впечатление», — писал американский музыкальный критик Элсон Луис Чарлз в воспоминаниях о своих турах по разным странам.
Так или иначе, понятие и рецептура «традиционного французского багета» были формализованы лишь в сентябре 1993 года, когда французское правительство издало «декрет о хлебе», дабы защитить традиционные пекарни от засилия супермаркетов, массово предлагавших багеты гораздо более низкого качества.

## Свойства и виды багета

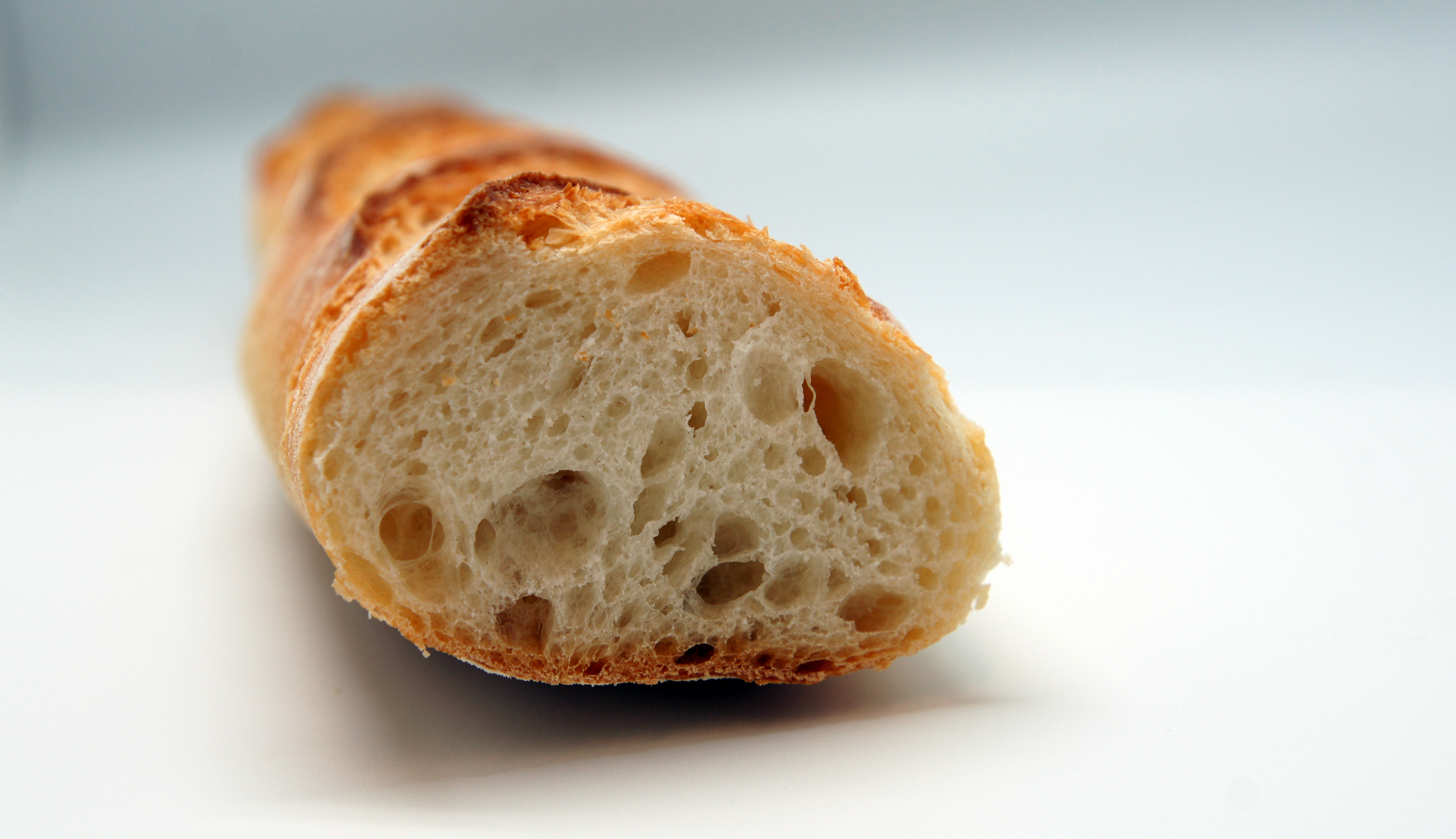
Традиционный багет на разломе

Багет имеет свойство черстветь к концу дня. По традиции багет не режут, а ломают. Во французской булочной можно приобрести несколько видов такого хлеба, различных по вкусу и форме:
- традиционный багет (baguette tradition или une tradition);
- багет по-деревенски (baguette de campagne);
- багет по особому рецепту пекаря (baguette du patron);
- в форме колоса (baguette épi);
- очень тонкий, зовётся ниточкой (ficelle) и т. д.

Чтобы удовлетворить потребности покупателей, многие пекари делают багеты разной длины и даже пропекают их по-разному. Утром хлеб на прилавках ещё тёплый, и можно выбрать: длинный или не очень, менее или более прожаренный, румяный или немного подгорелый. Многие мастера держат свои рецепты в секрете.

## Парижский багет
В Париже каждый день продаётся более полумиллиона багетов. Парижский багет весит ровно 200 г. Парижский одинокий покупатель может попросить продать ему только полбагета, ему не откажут.
Рецепт: сначала ставят на 20 минут опару из пшеничной муки, воды и дрожжей, затем добавляют муку, соль и воду, вымешивают 10 минут и дают постоять 45 минут, разделывают на длинные батоны, делают, как минимум, три надсечки ножом, оставляют под влажной тканью ещё на 40 мин. для поднятия, затем выпекают в печи 15 минут.

## В культуре
В 2022 году был внесён в список всемирного культурного наследия ЮНЕСКО.
16 мая 2024 года в день памяти покровителя пекарей святого Оноре почтовая служба Франции представила марку с мультяшным изображением багета, завернутого в трехцветную ленту и который можно понюхать. Марка, предназначенная для международных писем весом до 20 граммов, поступила в продажу в почтовых отделениях и киосках с первоначальным тиражом 594 тыс. экземпляров и ценой 1,96 евро.